# 亞德金縣
亞德金县（英語：Yadkin County）是美國北卡羅萊納州西北部的一個縣。面積874平方公里。根据美國2000年人口普查，共有人口36,348人。縣治亞德金維爾（Yadkinville）。
成立於1850年12月28日。縣名來自亞德金河。